# بسباسة (جنس)
بسباسة جنس من الأشجار في فصيلة بسباسية. هناك أكثر من 150 نوعًا موزعة في آسيا وغرب المحيط الهادئ. مهدها البلاد الإستوائية وأشهرها جوزة الطيب.